# Klippans karaokecup
Klippans karaokecup är en svensk dokumentär TV-serie som handlar om en karaoketävling i skånska Klippan. Serien är skapad och producerad av det Malmöbaserade produktionsbolaget Tally-ho på uppdrag av Sveriges Television. Till 2016 har två säsonger sänts. 
Den första säsongen spelades in 2014 och våren 2015 visades 10 avsnitt à 15 minuter på SVT Flow. Sommaren 2015 visades en omklippt version (5 avsnitt à 28,5 minuter) av serien på SVT1. Serien fick ett varmt mottagande av kritiker och nominerades samma år till kristallen i kategorin bästa reality. Ytterligare en säsong spelades in under hösten 2015 och våren 2016 sändes 6 avsnitt à 28,5 minuter på SVT1.